# BR5-49
BR5-49 ist eine US-amerikanische Country Band. Ihre Musik hat starke Einflüsse von Western Swing, Hillbilly und Rockabilly.
Der Name der Band begründet sich auf einen Sketch aus der amerikanischen Hee Haw Show, in dem der Komiker Junior Samples mehrfach einen Zettel mit der Telefonnummer BR-549 hochhält.

## Geschichte
Ursprünglich wurde BR5-49 als live Band für Robert's Western Wear, ein Bekleidungsgeschäft mit angeschlossener Bar in Nashville gegründet. Hier spielte die Gruppe mehrfach in der Woche.
1995 bekamen sie einen Plattenvertrag bei Arista Records. 1999 folgte eine gemeinsame Tour mit Brian Setzer.
Nachdem die Country-Musik-Sparte von Arista aufgelöst worden war, wechselte die Gruppe zu Lucky Dog, einem Label von Sony.
Nach Ausscheiden von Bennett und McDowell erfolgte ein Wechsel zu Dualtone Records.
2015 veröffentlichte das deutsche Label Bear Family Records ein bisher unveröffentlichtes Deutschlandkonzert der Band aus dem Jahr 1996.
Die Band wurde insgesamt drei Mal für den Grammy nominiert.

## Diskographie

### Singles
- 1996: Little Ramona / Hickory Wind
- 1996: Cherokee Boogie / I Ain't Never
- 1996: Even If It's Wrong / Crazy Arms
- 1998: 18 Wheels and a Crowbar / Chains of This Town / Hickory Wind

### Alben
- 1996: BR5-49
- 1996: Live from Robert's
- 1998: Big Backyard Beat Show
- 2000: Coast to Coast Live
- 2001: This Is BR5-49
- 2004: Tangled in the Pines
- 2006: Dog Days
- 2015: Live at the Astrodome
- 2015: One Long Saturday Night
- 2017: Meet Me in St. Louis
- 2017: Austin City Limits
- 2017: Live at Iowa State Fair